# Verband Organisations- und Informationssysteme
Der VOI Verband Organisations- und Informationssysteme e.V. ist der deutsche Fachverband der Anbieter von Produkten und Dienstleistungen im Umfeld von Dokumentenmanagement, elektronischer Archivierung, Enterprise Information Management (EIM). Sitz des 1991 gegründeten Verbandes ist Bonn.
Der Verband hat fünf Regionalgruppen und mehrere Fachgremien u. a. zum Thema elektronische Signatur. Aus der Arbeit der Fachgremien gehen unter anderem Veröffentlichungen hervor wie z. B. der Code of Practice, der üblicherweise von einer Gruppe von Fachautoren erstellt und im Selbstverlag vertrieben wird. Der VOI wirkt wesentlich bei der Ausrichtung der jährlichen DMS EXPO mit. Für einige Jahre betrieb der VOI ein Informationsportal zum Thema Enterprise Content Management (ECM) und EIM.

## Geschichte
Der Verband wurde am 17. März 1991 auf der CeBIT von Ulrich Kampffmeyer als Verband Optische Informationssysteme e.V. gegründet. 1999 benannte der Verband sich unter Beibehaltung der Abkürzung VOI in Verband Organisations- und Informationssysteme e.V. um. Die Abkürzung VOI wurde in den Folgejahren auch als „Voice of Information“ interpretiert. Er besitzt seit 1998 eine Geschäftsstelle mit hauptamtlichem Geschäftsführer. Im Jahr 2010 hatte der Verband ca. 250 Mitgliedsfirmen. In 2011 wurde vom Vorstand des VOI eine Überführung des Verbandes in den BITKOM vorgeschlagen. Die Mitgliederversammlung lehnte das mehrheitlich ab, weil es eine Auflösung des Verbandes bedeutet hätte. Die Ablehnung in der Mitgliederversammlung führte zum Austritt mehrerer Mitglieder, die sich anschließend innerhalb des BITKOM neue konstituierten und dabei die Arbeitsfelder und Strukturen des VOI nachbildeten.
Im Jahre 2012 zählt der Verband rund 200 Mitgliedsfirmen und kommt seinen Satzungszielen nach, als „Voice of Information“ über den Nutzen der Informationstechnologie, insbesondere im Themenfeld ECM aufzuklären. Dazu wurde von Mai 2012 bis 2018 das Informationsportal ECMtoday (später EIMtoday) ins Leben gerufen, auf dem Fachartikel und Anwenderberichte veröffentlicht wurden.
Im September 2013 richtete sich der VOI neu aus und ergänzte seine Ansprüche mit der Positionierung auf EIM. „Mit seiner neuen Strategie fügt der Verband mit der Trendwende von ECM zu EIM noch mehr Wachstum und Mehrwerte hinzu. Der VOI erweitert ECM und definiert Enterprise Information Management (EIM) als die Zusammenführung von strukturierten Daten, unstrukturierten Dokumenten und den dazugehörigen betriebswirtschaftlichen Anwendungen.“

## Veröffentlichungen
- Dokumenten Management Systeme: Hersteller und Produkte. (= Schriftenreihe des VOI e.V.). Bonn 2006.
- Dokumenten-Management – Vom Archiv zum Enterprise-Content-Management. (= Schriftenreihe des VOI e.V.). Bonn 2005, ISBN 3-932898-11-7.
- DMS-Leitfaden für Entscheider. (= Schriftenreihe des VOI e.V.). 2004.
- PK-DML Prüfkriterien für Dokumentenmanagement-Lösungen. VOI/TüVIT, (= Schriftenreihe des VOI e.V.). 2. Auflage. Bonn 2004.
- Elektronische Signatur: Potenziale, Verfahren, Anwendungen, Nutzen. (= Schriftenreihe des VOI e.V.). Bonn 2004.
- Technische Aspekte und Komponenten von Digitalen Archivsystemen. (= Schriftenreihe des VOI e.V.). Bonn 2003, ISBN 3-932898-09-5.
- Dokumenten Management in Deutschland. (= Schriftenreihe des VOI e.V.). Bonn, 2003.
- Verfahrensdokumentation nach GoBS. (= VOI-Kompendium. Band 4; Schriftenreihe des VOI e.V.). Bonn, 1999, ISBN 3-932898-04-4.
- Grundsätze der elektronischen Archivierung. (= VOI-Kompendium.Band 3; Schriftenreihe des VOI e.V.). 2. Auflage. Bonn, 1997, ISBN 3-932898-03-6.